# SCH (рэпер)
SCH, настоящее имя Жюльен Шварцер (нем. Julien Schwarzer; French pronunciation: [ʒyljɛ̃ ʃvaʁtsɛʁ], 6 апреля 1993, Марсель, Франция) — французский рэпер немецкого происхождения.

## Биография

### Детство и юность
Шварцер родился в районе Сен-Барнабе в 12-м округе Марселя, в семье водителя и медсестры. Имеет немецкие корни от отца и французские — от матери. Дед по отцовской линии был из Берлина, Германия. Семья переехала в Обань, когда Жюльену было 10 лет.
Жюльен начал писать свои первые тексты в 13 лет. SCH говорил, что принадлежит к поколению, выросшем на песнях Эминема и 50 Cent, но также не отрицает влияния на своё творчество таких исполнителей как Джо Дассен и Элтон Джон, которых часто слушал его отец.

### Музыкальная карьера
В возрасте 15 лет он опубликовал свои первые рэп-композиции под псевдонимом Schneider (нем. «портной») на площадке Skyblog6. Позже он сократил свой псевдоним до SCH, оставив первые три буквы фамилии. Он стал известен в 2015 году, появившись на микстейпе R.I.P.R.O. Volume I французского рэпера Lacrim.
13 ноября 2015 года SCH выпустил свой первый микстейп под названием A7, получивший золотой статус во Франции в марте 2016 года, было продано более 68 000 копий. В мае 2016 года он стал дважды платиновым. Первые 8 композиций из 14 были спродюсированы Katrina Squad — тулузскими битмейкерами Guilty и DJ Ritmin, остальные — DJ Kore9.
27 мая 2016 года SCH выпустил свой первый студийный альбом Anarchie. Треки были спродюсированы DJ Kore, а также DJ Bellek, Tshek, Double X, Mr Punisher и Ozhora Miyagi. В альбом входит совместный трек с итальянским рэпером Sfera Ebbasta — «Cartine Cartier». Альбом побил рекорды продаж за первую неделю, было продано 25 000 копий. В первый месяц после релиза альбом получил золотой статус, в сентябре 2016 — платиновый. В сентябре 2018 года, после продажи 200 тысяч копий, Anarchie стал дважды платиновым во Франции.
В конце 2016 года Жюльен покинул лейбл звукозаписи Def Jam France, чтобы присоединиться к Millenium. Уже под новым лейблом он выпустил трек «6.45i», спродюсированный Tshek и Kore. В апреле 2017 года должен был выйти сингл «Poupée Russe», но из-за вооруженного нападения на Елисейских полях его релиз перенесли из уважения к семьям погибших. Второй альбом Deo Favente вышел 5 мая 2017 года. Уже в конце мая он получил золотой статус, а в сентябре, спустя четыре месяца после релиза, — платиновый.
В январе 2018 года Жюльен покинул лейбл Braabus Music, чтобы основать собственный — Maison Baron Rouge. 7 ноября 2019 года SCH выпустил третий студийный альбом JVLIVS. Это первый альбом, изданный под его собственным лейблом Maison Baron Rouge. Альбом получил золотой статус менее чем через месяц после релиза. В мае 2019 года, через шесть месяцев после выпуска, JVLIVS получил платиновый статус.
7 ноября 2019 года SCH презентует клип «R.A.C», первый сингл со своего грядущего альбома Rooftop, релиз которого был запланирован на 29 ноября 2019 года. В этом альбоме присутствуют совместные треки с французскими рэперами Ninho, Rim’K, Gims и Heuss l’Enfoiré, итальянцем Capo Plaza, а также алжирцем Soolking. В первую неделю после релиза было продано свыше 25 тысяч копий, а через три недели альбом получил золотой статус, достигнув отметки в 50 тысяч. В 2020 году альбом стал платиновым.
В 2021 году вышел очередной альбом музыканта JVLIVS II. Альбом стал дважды платиновым.